# Paul Williams (Les Feux de l'amour)
 (novembre 2020).
Si vous disposez d'ouvrages ou d'articles de référence ou si vous connaissez des sites web de qualité traitant du thème abordé ici, merci de compléter l'article en donnant les références utiles à sa vérifiabilité et en les liant à la section « Notes et références ».
Pour les articles homonymes, voir Paul Williams et Williams.
Paul Williams est un personnage de fiction du feuilleton télévisé Les Feux de l'amour. Il a été interprété par Doug Davidson de sa première apparition le 19 mai 1978 au 19 novembre 2020; Il a été l'un des piliers de la série durant plus de quarante ans.

## Biographie
Quand Paul, le fils du détective Carl Williams et de la femme au foyer Mary Williams, a été présenté en 1978, il commençait à sortir avec une stripteaseuse, Nikki Reed, elle lui a transmis une MST. En dépit de ça, Nikki et Paul sont devenus bons amis et ils se sont fiancés. Il continuait à fréquenter une prostituée Cindy Lake, ainsi qu'April Stevens qui porte sa fille Heather, avant de finalement épouser Lauren Fenmore et d'ouvrir sa propre agence de détective privé avec Andy Richards. Paul choisit sa carrière après avoir passé un an sous couverture pour innocenter son père d'accusations de méfaits.
Paul et Lauren divorcent. Paul commence à sortir avec Cassandra Rawlins, sans savoir qu'elle est actuellement mariée à son ami George. Quand celui-ci a été assassiné, Paul était le suspect numéro un. Il a monté son propre suicide avant de se cacher mais il a été lavé de tout soupçon, et il a retrouvé Cassandra. Leur bonheur est de courte durée puisque Cassandra est tuée dans un accident de voiture.
Paul est brièvement sorti avec sa nouvelle secrétaire Lynne avant d'épouser l'avocate Christine Blair. Alors que Paul voulait un enfant, Christine a choisi de se concentrer sur sa carrière. Cela brise leur couple. Dans un tortillon d'histoires très controversées, Paul se met au-dessus de Christine et la force, vers fin 2002, laissant aux téléspectateurs décider s'il s'agit d'un viol ou juste d'un acte sexuel rugueux.
Paul a ensuite épousé la psychotique Isabella Braña, la femme qui porte son fils Ricardo, alors qu'il a toujours des sentiments pour Christine. Isabella commence à délirer par rapport à Christine et lui fait croire qu'elle a tué Isabella, avant d'essayer de la tuer dans une baignoire. Isabella est maintenant en hôpital psychiatrique et leur fils est dans un pensionnat.
En 2004, l'agence de Paul Williams a été obligée de fermer et Paul est devenu un partenaire de Baldwin, Blair et Associés, avec Michael Baldwin et Christine Blair. Il a aussi engagé J.T. Hellstrom comme apprenti.
En 2007, Sheila Carter, une folle qui avait déjà enlevé Scott Jr, le fils de Lauren, lors de son enfance, refait surface à Genoa City dans le but d'enlever le nouveau bébé que Lauren a eu avec Michael Baldwin, Fenmore. Pour ce faire, Sheila a fait de la chirurgie pour avoir l'apparence de la meilleure amie du couple, Phyllis Newman. Paul démasque Sheila et la garde prisonnière pendant plusieurs semaines. Finalement, Sheila se libère et met son plan à exécution. Elle enlève Phyllis, sa fille Summer et le bébé de Lauren, Fen. Elle enferme Lauren dans la sellerie. Lauren retrouve les deux femmes et réussit à savoir qui des deux est Sheila et la tue d'une balle.
À la suite de ces évènements Paul sort avec l'inspecteur Maggie Sullivan en 2007.
Paul et J.T enquêtent sur un potentiel vol de matériel sur le chantier Clear Springs. J.T. découvre que le chef du chantier, Joe Boddington, revend le ciment pour en acheter un de moindre qualité, moins cher. Ce Joe Boddington est vu plusieurs fois en compagnie de David Chow. Joe Boddington meurt dans l'explosion du chantier, mais J.T. et Paul décident d'enquêter vigoureusement sur David Chow. Ils ont appris beaucoup de son passé et l'ont surveillé pour être sûrs que Nikki ne courrait aucun danger en le fréquentant. Victor Newman a aussi reçu / donné des informations à Paul pour être sûr que la mère de ses enfants était en sécurité. Les recherches se sont terminées lorsque David Chow a été tué dans un sévère accident de voiture orchestré par la mafia.
Fin novembre 2008, Paul entre dans une nouvelle relation amoureuse avec son premier amour, Nikki. Après l'accident de David Chow, Nikki n'avait pas envie de vivre avec ses enfants ou dans la maison qu'ils avaient achetée tous les deux, alors Paul l'a invitée à vivre avec lui. Après une dispute avec Victor, Nikki rentre à la maison pour voir Paul pour évacuer sa frustration. Ils finissent au lit. Ils le garde secret et essaient de ralentir la cadence mais Michael découvre leur relation début 2009. En mai 2009, Nikki accepte la demande en mariage de Paul.
Paul était curieux à propos d'une nouvelle femme en ville, Mary Jane Benson. Il commence à enquêter sur elle parce qu'il a l'impression de l'avoir déjà rencontrée auparavant.
Il apprend que Mary Jane est en fait sa sœur, Patty Williams. En août 2009, Nikki décide qu'elle ne peut pas l'épouser et elle est désolée. Il a le cœur brisé.
En mars 2010, Paul et Lauren partagent un baiser au "Jimmy's bar" alors qu'ils sont saouls.
Le 23 mars 2010, Michael décide de ne plus s'associer à Paul Williams et lui dit de trouver un nouvel avocat car il sait que ce dernier a embrassé sa femme Lauren.
Paul sort maintenant avec Nina Webster, la meilleure amie de son ex-femme Christine Blair. En parallèle, il doit s'occuper de sa sœur Patty, envoyée en hôpital psychiatrique après qu'elle a avoué avoir tué Richard Hightower, un homme dont la ressemblance avec Adam est frappante le soir du bal de la police le 1er avril 2010 (voir les articles Adam Newman, Patty Williams). Le 15 juillet (épisode diffusé en France le 13 février 2014 sur TF1), Christine revient à Genoa City pour quelque temps. Elle se rend en tout premier lieu chez Paul où elle le surprend avec Nina après avoir fait l'amour. Paul est étonné mais agréablement donc Nina se sent menacée mais Paul lui affirme qu'entre Christine et lui, c'est terminé. Cependant, il lui ment car il ressent toujours des sentiments pour Christine et ils sont réciproques. Pendant ce temps, Paul et Nina cherchent le fils disparu de Nina, sans savoir que Christine sait qui il est. À l'inauguration du night club de Gloria Fisher et Jeffrey Bardwell "Glowrom" (l'ancien "Indigo" de Neil Winters), Paul et Christine partagent un baiser au souvenir de leur anniversaire de mariage. Nina les voit et elle s'en va très déçue. Le jour suivant, Nina les voit tous les deux et elle pense qu'ils ont fait l'amour. Les deux s'excusent profondément et lui assurent qu'ils n'ont pas couché ensemble. Paul réussit à trouver quelques informations sur le premier fils de Nina, ce qui inquiète Christine.
Peu de temps après, Paul et Christine s'embrassent et ils étaient presque sur le point de faire l'amour. Christine part soudainement et Paul la poursuit. Nina voit Paul poursuivre Christine. Paul admet la vérité à Nina. Elle est tellement en colère qu'elle le gifle et sort en coup de vent de la pièce. Ensuite, Paul mendie le pardon de Nina et lui rappelle qu'ils doivent toujours trouver son fils.
Quand le fils de Nina, Chance Chancellor, est accidentellement tué par son demi-frère Ronan Malloy (le fils de Nina lui a été enlevé à la naissance), Paul la réconforte.
Paul n'est pas au courant que Nina, ainsi que Phillip, Ronan et Christine savent que Chance est en réalité toujours vivant et qu'il fait partie du programme de protection des témoins. Mais quelques mois plus tard, les Chancellor apprennent que Rona est malade et qu'il risque de mourir s'il ne subit pas une greffe de foie. Aucun donneur n'est disponible pour Ronan alors Nina aimerait que Christine sollicite Chance. C'est à ce moment qu'elle révèle la vérité à Paul sur la mort de Chance. Finalement, Chance fait le test qui s'avère être positif. Il décide alors de sortir du programme de protection des témoins début février 2011 pour donner une partie de son foie à Ronan. Mais juste après l'opération, Ronan est transporté par hélicoptère par le FBI. Grâce à son contact, Christine apprend que c'est Ronan lui-même qui a organisé son départ sans rien dire à personne. Tous se sentent alors trahi par Ronan, surtout Chance, mais Nina refuse de croire que Ronan est un arriviste.
Quelque temps plus tard, le 15 mars, les Chancellor organisent une fête d'anniversaire surprise pour Chance avec la complicité d'Heather. Tout le monde est content jusqu'au moment où Chance leur annonce qu'il se pourrait qu'il retourne dans le programme de protection des témoins après le procès de Pomerantz. Et justement pendant la fête, le procureur vient annoncer à Chance que le procès commence là-même. Tout le monde se rend alors au tribunal. Heather s'absente pour aller chercher une boisson. Au moment de témoigner, Chance reçoit un message qui lui dit que s'il témoigne, sa petite-amie (en parlant d'Heather) est morte. Alors, Chance fait semblant d'avoir une faiblesse afin d'obtenir quelques minutes de pause. Il dit à Paul, Christine, Nina et Phillip que les acolytes de Pomerantz ont enlevé Heather. Paul, paniqué, tente de garder son calme et constate que le message a été envoyé depuis le portable d'Heather. Aussi, il se fournit une image filmée par l'une des caméras derrière le tribunal sur laquelle on voit Heather se faire enlever. Quant à Christine, elle contacte le FBI afin qu'il localise son portable. Pendant ce temps, Heather est séquestrée dans une cabane rempli d'animaux empaillés, ligotée et les yeux bandés, par un truand associé à Pomerantz, Angelo Veneziano. Elle essaye de se libérer les mains discrètement mais Angelo le voit et les serre d'autant plus fort en la menaçant de la tuer si elle lui refait un coup pareil. Au tribunal, Paul incite Chance à aller au bout de sa démarche. Alors, quand le procès reprend, Chance va jusqu'au bout de son témoignage et de cette manière scelle les destins de Pomerantz et de Meeks. Owen lui dit qu'il a condamné Heather, fait signe discrètement au policier présent dans le tribunal qui contacte Angelo. À la fin de l'appel, Angelo dit à Heather que Chance a témoigné et qu'il a donc provoqué sa mort. Mais il lui dit qu'il ne la tuera pas, lui qui ne fait pas de mal aux femmes, que quelqu'un d'autre le fera et l'abandonne. Un agent du FBI retrouve le van qui a servi à enlever Heather près d'une route. Paul et Chance, qui a avoué à tout le monde qu'il était amoureux d'Heather, vont la chercher. Craignant que quelqu'un vienne la tuer, Heather essaye de se libérer de ses liens et réussit. Elle ne peut pas s'enfuir car la porte est verrouillée. Alors, elle tente d'allumer la cheminée avec une allumette en utilisant du pétrole pour attirer l'attention des routiers mais le feu est tellement fort que c'est la maison qui prend feu. Heather se fait intoxiquer et s'évanouit. Paul et Chance, sur la route, voient la cabane en train de brûler et décident d'aller voir. Chance entre vivement dans la cabane en feu et réussit à sauver Heather. Paul est soulagé. Chance réanime Heather et en attendant que les secours arrivent, il lui dit qu'il l'aime.
En mai 2011, la veille de son mariage avec sa mère, Abby, ivre, renverse accidentellement Tucker McCall, le fils que Katherine a abandonné il y a des années. Ashley, dans la voiture avec Abby à ce moment-là, s'en sort avec quasi rien tandis qu'Abby est inconsciente à cause de la quantité d'alcool qu'elle a bu. Ashley décide alors d'endosser la responsabilité de l'accident afin de protéger Abby, déjà plusieurs fois arrêtée. Quant à Tucker, il est malheureusement dans un état critique : il souffre d'un œdème cérébral et les médecins sont contraints de le mettre sous assistance respiratoire quand il tombe dans le coma. Peu de temps après, ils demandent les dernières volontés de Tucker à Katherine car il y a peu de chances qu'il survive. Katherine demande alors à Sofia, son bras-droit de s'en charger puisqu'elle le connaît mieux qu'elle au fond. C'est alors qu'ils apprennent que Tucker souhaite donner les rênes de McCall Unlimited à Katherine ainsi que 20 millions de dollars à son fils quand son identité se fera connaître. Personne n'en revient. Katherine demande alors à Paul de retrouver le fils de Tucker en secret. Ensemble, ils découvrent chez Tucker une lettre de la mère de son fils qui date de 20 ans environ, déchirée en deux, lui disant qu'il ne verra jamais son fils parce qu'il n'a pas respecté sa promesse. Tucker sort du coma en juin 2011. Paul découvre plus tard que l'encre utilisée pour écrire la lettre datait d'avant 1985. Par ailleurs, il trouve de nombreuses photos de Tucker dans les années 1980 avec plusieurs groupies dont l'une qui revient souvent. Fin août 2011, l'enquête secrète avance. Paul retrouve cette groupie, Amy Koslow surnommée Lolipop à l'époque. Celle-ci lui avoue qu'elle n'a jamais entretenu de relation avec Tucker mais qu'elle connaissait une des groupies qui était follement amoureuse de lui. Elle était surnommée Candy Cane et elle a soudainement quitté la scène parce qu'elle était enceinte d'après les rumeurs. Paul creuse dans cette direction. Il ne parvient pas à retrouver Candy Cane mais une tante à elle du nom de Virginia (qu'on ne voit pas à l'image). Il se rend chez elle le 2 septembre (épisode diffusé en France en février 2015 sur TF1), on les voit discuter depuis la fenêtre (donc on ne les entend pas) et elle finit par lui montrer une photo qui le choque profondément. De retour à Genoa, Paul dit à Katherine qu'il sait qui est le fils de Tucker. Il s'agit de Devon Hamilton, le fils adoptif de Neil & Drucilla. Par conséquent, Candy Cane est Yolanda Hamilton. Katherine lui demande d'en parler à personne mais Paul tient à ce qu'elle dise la vérité aux deux concernés. Au même moment, Tucker vire Devon de son label car il n'a pas réussi à lui trouver de nouveau talent après le départ de Noah. Katherine, qui refusait que Devon et Tucker connaissaient leur lien de parenté, change d'avis et se rend chez Tucker pour tout lui dire mais elle préfère se taire finalement quand elle voit qu'il la snobe et qu'il refuse de se réconcilier avec elle. De plus, après que Tucker ait renvoyé Devon, elle décide de l'embaucher en tant que président de son nouveau label, filiale des Industries Chancellor.
Parallèlement, le 13 septembre 2011, Ricky, diplômé d'une école de journalisme, revient à Genoa en tant que stagiaire d'Avery Clark. Il est chargé de vérifier les casiers judiciaires des 12 jurés sélectionnés par Avery pour le nouveau procès de Sharon Newman, emprisonnée pour le meurtre de Skye Lockhart et pour s'être évadée à la suite du verdict du premier procès. Paul est surpris de le voir mais tout de même ravi puisque cela fait un bon moment qu'ils ne se sont pas vu. Il veut absolument lui présenter sa demi-sœur Heather, qu'il ne connait pas vraiment finalement, mais Ricky est pressé et doit se rendre au tribunal. C'est alors qu'il la rencontre au tribunal et qu'ils découvrent qu'ils seront adversaires dans l'affaire Sharon puisque Heather est le procureur chargé de l'affaire. Fin septembre 2011, Tucker assigne Katherine au tribunal pour récupérer Jabot. Elle demande à Jack, qu'elle a mis la tête de Jabot, de témoigner en sa faveur mais celui-ci refuse en prétextant qu'il ne veut pas faire partie de leurs querelles familiales. En réalité, il va témoigner pour Tucker parce que celui-ci lui a promis qu'il lui revendra Jabot s'il gagne. Quand la séance est sur le point de commencer, Jack arrive et s'assoit auprès de Tucker & Sofia. Katherine est bouche bée, elle n'en revient pas qu'il ait pu la trahir. Le juge statue finalement pour Tucker et annule la vente de Jabot aux industries Chancellor après que Jack lui ait dit qu'il aurait pu acheter l'entreprise beaucoup plus chère que Katherine l'a payé. Après que la sentence ait été prononcée, Katherine confronte Jack et lui dit qu'elle est très déçue de lui. À la fin de la séance, elle fait un AVC. En apprenant la nouvelle, Tucker se rend à l'hôpital. Il surprend une conversation entre Jill et l'avocat de Katherine et découvre que Devon est son fils. Il s'ensuit une crise médiatique, ce que Paul et Katherine voulaient éviter.
Très vite après le début du nouveau procès de Sharon, les choses tournent mal pour elle et ses chances de sortir de prison s'amincissent. Se sentant coupable de ce qu'il a fait et étant toujours amoureux de Sharon, Adam pense à l'aider mais ne sait pas comment le faire.
Peu après, à la fin-octobre 2011, Chance revient à Genoa, travaillant secrètement avec Ronan sur l'affaire Colin Atkinson. Heather lui avoue qu'elle l'aime toujours et qu'elle souhaite reprendre leur relation mais Chance lui dit que ses sentiments ont changé et que tout est fini entre eux. Le cœur brisé, Heather se rend au bar de l'Athlétic Club et commence à boire. Là, Adam la voit et l'invite à boire avec lui en toute amitié. Très vite, Heather devient ivre et décide de rentrer. Mais Adam lui dit de ne pas prendre le volant et lui propose de monter dans sa chambre pour se reposer. Réticente au début, Heather finit par accepter. Pendant qu'elle s'absente aux toilettes, il appelle Ricky et lui demande de venir en urgence. Au retour d'Heather, Adam l'embrasse langoureusement devant la porte de sa chambre puis à l'intérieur pendant que Ricky prend des photos d'eux, dans l'intention de les vendre à Phyllis pour qu'elle l'engage. Il fait machine-arrière quand il comprend qu'elle ne l'engagera pas et les montre à Avery pour qu'elle puisse les utiliser et montrer qu'il y a un vice de procédure lors de la prochaine séance. En même temps, Adam fait comprendre à Heather qu'il s'est servi d'elle pour la discréditer et faire libérer Sharon. La veille de l'audition, Heather se confie à Ricky sur son histoire avec leur père. Celui-ci, qui a agi de la sorte surtout pour se venger de son père qui l'a délaissé pendant son enfance, réalise alors qu'Heather a elle aussi grandi loin de Paul. Il demande alors à Avery de ne pas les utiliser mais celle-ci lui annonce qu'il est trop tard étant donné qu'elles ont été ajoutées au dossier. Le lendemain, le 2 novembre 2011, avant le début de la séance, Heather, qui est maintenant au courant pour les photos, demande à Avery de ne pas s'en servir mais leur conversation est coupée par le juge qui annonce l'ouverture de la séance. Dès le début de la séance, Avery dit au juge qu'elle a un nouvel élément à lui montrer, élément qui pourrait remettre en cause le procès. Mais au moment où elle s'apprête à lui montrer les photos, Ronan & Phyllis débarquent en disant détenir la preuve de l'innocence de Sharon et apportent au juge la carte mémoire tant recherchée. En effet, Ronan l'a retrouvé dans la rivière sous le pont du parc après avoir fait dragué l'eau dans le cadre de l'enquête sur le meurtre de Diane et Phyllis qui rendait visite à Ronan au poste l'a reconnu. Après avoir entendu le dernier échange entre Sharon et Skye sur le volcan, le juge retire toutes les charges contre Sharon, y compris celle concernant son évasion considérant qu'elle l'a payé tout le temps qu'elle est restée en prison. Sharon n'en revient pas et est plus qu'heureuse. Elle remercie Phyllis en pleurs et celle-ci lui dit de se souvenir, à l'avenir, que c'est elle qui l'a sauvé et non Avery, tout en profitant pour prendre l'enveloppe contenant les photos d'Adam et Heather sans que personne la voie. Elle les poste en ligne tout de suite après. Pendant qu'ils dinent à l'Athlétic Club, Paul, Heather et Ricky sont approchés par un journaliste qui les interrompt et leur montre les photos. Paul est choqué, Heather a honte et Ricky est gêné. Folle furieuse, elle va voir Phyllis qui lui dit que c'est Ricky qui a pris les photos. Le lendemain, elle le confronte et il lui avoue tout. La carrière ruinée, elle décide de retourner vivre à New York avec sa mère, à la grande tristesse de Paul. Avant de partir, elle lui avoue que c'est Ricky qui a pris les photos. Paul, furieux, confronte son fils et lui demande comment il a pu humilier sa sœur de cette façon. Après cette dispute avec Ricky, Paul commence à se demander s'il n'a pas hérité des gènes psychotiques de sa mère.

## Austin tire sur Paul
En juin 2014, Austin enlève Avery Clark et lui explique que sa mère a été assassinée et qu'elle a défendu l'homme qui a tué sa mère et il compte bien se venger. Kevin, Paul et Dylan trouvent Avery mais Dylan n'en fait qu'à sa tête. Il part avec eux. Lorsqu'il rentre dans l'appartement où se trouve Avery, il se jette sur Austin. Ils se battent sur le sol. Austin attrape son arme et tire. Paul reçoit la balle (Austin tire mais il ne voulait pas tirer sur Paul). Il tombe sur le sol et devient inconscient. Austin s'échappe. Paul est amené à l'hôpital d'urgence. Les médecins disent qu'il y a peu de chance pour qu'il survive.

### Dylan McAvoy, son fils avec Nikki
Le 21 juin 2014, on apprend que Dylan est son fils. Tout le monde est choqué. 
Lorsque Dylan l'apprend, il décide de faire un don de son foie pour son père. Mais lorsque Paul se réveille, c'est le jour où il a tué son fils, Ricky. Quant à Dylan, il tombe dans le coma et risque de mourir. Nikki et Avery ne peuvent pas vivre sans Dylan, elles pleurent. Mais le 3 juillet, Dylan se réveille. Avery pleure de joie.